# Bulbophyllum leonii
Bulbophyllum leonii là một loài phong lan thuộc chi Bulbophyllum.